# Drentská křížová výprava
Drentská křížová výprava bylo vojenské tažení utrechtského biskupa proti obyvatelům nizozemského Drentska s papežským svolením roku 1228 a trvající do roku 1232. Utrechtský biskup Willibrand z Oldenburku velel armádě složené převážně frískými křižáky. Příčinou kruciáty byl dlouhodobý konfliktu mezi obyvatelstvem Drentska a Utrechtským biskupstvím kvůli pravomocím tamního biskupa a odchylkám v náboženské praxi drenťanů. Poslední kapkou byla porážka a smrt biskupa Otty II. v bitvě u Ane s drenťany v roce 1227. Poté jeho nástupce Willibrand obdržel papežské svolení k uspořádání křížové výpravy proti „Drentsku“, respektive Coeverdenskému purkrabství. Náboženské odchylky a odpor drenťanů proti biskupovi byly vykládány jako známky kacířství. Křižácké tažení, které mělo za následek několik menších bitev ve Frísku, skončilo jinak bezvýsledně. Na znamení smíru mezi církví a Drentskem a upřímného pokání drenťanů byl pro církev zbudován nový (ženský) klášter.